# 西田昌一
西田 昌一（にしだ　しょういち、1912年 - 1985年2月5日）は、ホーリネス教会の朝鮮宣教師。聖文舎を創業し、日本の文書伝道に貢献した。
神戸市に生まれる。母は出産時に死去。小学校卒業後、三菱職工学校に入学し、そこで聖書研究会に参加。1926年、湊川伝道館の堀内文一牧師から洗礼を受けた。三菱造船に就職するが、1929年9月神学校の聖書学舎に入学し、1932年6月に卒業した。
日本伝道隊にはいるが、後に辞任。ホーリネス教会の中田重治監督に相談すると、朝鮮伝道をすすめられる。ピリピ2:13のみことば「神は御意を成さんために汝らの衷にはたらき、汝等をして志望をたて、業を行はしめ給へばなり。」（文語訳聖書）から、朝鮮伝道の確信を与えられる。
彼は貧しく、ホーリネスでもサポートができなくなったため、中田監督から、結婚して妻に働いてもらいながら伝道するように求められ、1935年、東京聖書学院の神学生、石動余志子と結婚。
朝鮮人の境遇にこころを痛めていた。また神社参拝を偶像崇拝として拒否したため、警察から詰問された。
1944年にレイテ戦で負傷、捕虜となる。朝鮮人信徒の祈りに感謝した。
1946年、日本基督教団神戸栄光教会内に聖文舎を設立。1985年2月5日召天。湊川伝道館で追悼記念会。